# This Is Music: The Singles 92-98
This is Music: The Singles 92–98 é um álbum dos melhores êxitos de singles da banda The Verve, lançado a 1 de Novembro de 2004.
O disco inclui duas faixas ainda não lançadas, "This Could Be My Moment" e "Monte Carlo". 

## Faixas
Todas as faixas escritas por Richard Ashcroft, Simon Jones, Peter Salisbury e Nick McCabe, exceto onde anotado
1. "This Is Music" – 3:38
2. "Slide Away" – 4:06
3. "Lucky Man" (Ashcroft) – 4:49
4. "History" – 5:28
5. "She's a Superstar" – 5:04
6. "On Your Own" – 3:36
7. "Blue" – 3:39
8. "Sonnet" (Ashcroft) – 4:24
9. "All in the Mind" – 4:17
10. "The Drugs Don't Work" (Ashcroft) – 5:05
11. "Gravity Grave" – 8:21
12. "Bitter Sweet Symphony" (Ashcroft, Mick Jagger, Keith Richards) – 5:59
13. "This Could Be My Moment" (Ashcroft) - 3:59
14. "Monte Carlo" – 4:58
15. "I See the Door" 
  - Faixa bónus no Japão

## Posição nas paradas musicais
| Parada (2004)                       | Melhor posição |
| ----------------------------------- | -------------- |
| Áustria (Ö3 Austria Top 40)         | 59             |
| Irlanda (IRMA)                      | 28             |
| Itália (FIMI)                       | 48             |
| Reino Unido (Official Albums Chart) | 15             |

| Parada (2004)     | Posição |
| ----------------- | ------- |
| Reino Unido (OCC) | 172     |